# 保羅·歐德寧
保罗·史蒂文斯·欧德宁（英語：Paul Stevens Otellini，1950年10月12日—2017年10月2日），美國企業家，Intel公司第五任CEO，並擔任Google公司董事會的獨立董事。

## 教育背景
歐德寧畢業於St. Ignatius College Preparatory，之後於1972年擁有了舊金山大學經濟學學士學位。1974年，歐德寧又在柏克萊加州大學哈斯商学院取得企業管理碩士學位。

## INTEL的經歷
歐德寧於1974年加入Intel，之後1994年到1996年擔任業務與市場行銷部資深副總。1996年到1998年，升任至業務與市場行銷部執行副總。1998年到2002年擔任副總經理與Intel架構事業部經理，負責公司的微處理器與晶片組銷售。
其中在1993年時，歐德寧特別向微處理器產品集團介紹奔騰微處理器。此外亦擔任了Intel與IBM的窗口，且擔任安迪·葛洛夫的技術助理。2002年他當選為董事會董事，並升任為總裁兼首席營運長，負責營運整間公司。
2005年3月18日，歐德寧擔任了Intel全球總經理；同年5月18日，他取代了Craig Barrett成為了Intel公司第五任CEO。根據報導，歐德寧向來是說服蘋果公司共同合作的重要力量，同時也比較傳統的Windows更喜歡Mac OS X，並在Windows Vista發行時說： 「我們已經接觸Windows有一段很長時間，應該是要跟蘋果公司更加親密了。」此外，歐德寧亦特別注重中國IT產業發展和本土人才培養，從而影響了中國IT產業蓬勃發展。
2006年歐德寧負責處理自Intel有史以來最大規模的裁員，有10500名受雇員（近公司員工數的10%）被迫下崗。這次裁員無論是在產品製造、設計以及其他的冗餘處，大約在2008年時減少損失約30億美元。2007年3月26日，歐德寧親自在人民大會堂宣布將要於中國大連市建造近25億美元、能生產300毫米晶圓的半導體製造工廠（Intel Fab 68號廠），這也是Intel在亞洲的第一個晶圓廠。2009年11月4日，歐德寧在北京表示摩爾定律仍然有效，公司將會遵循摩爾定律繼續推動產業的發展。
2013年欧德宁正式退休，布莱恩·科再奇接任CEO职位，詹睿妮接任总裁职位。
2017年10月2日，欧德宁在其加州索諾馬縣（Sonoma County）的家中逝世，享年66歲。英特爾公司並未公開欧德宁的死因。

## 個人資訊
歐德寧的哥哥史蒂芬·歐德寧（Steven Otellini）是一位住在舊金山的羅馬天主教神父。

## 外部連結
- Intel 網站（页面存档备份，存于）